# Rząd Brigitte Bierlein

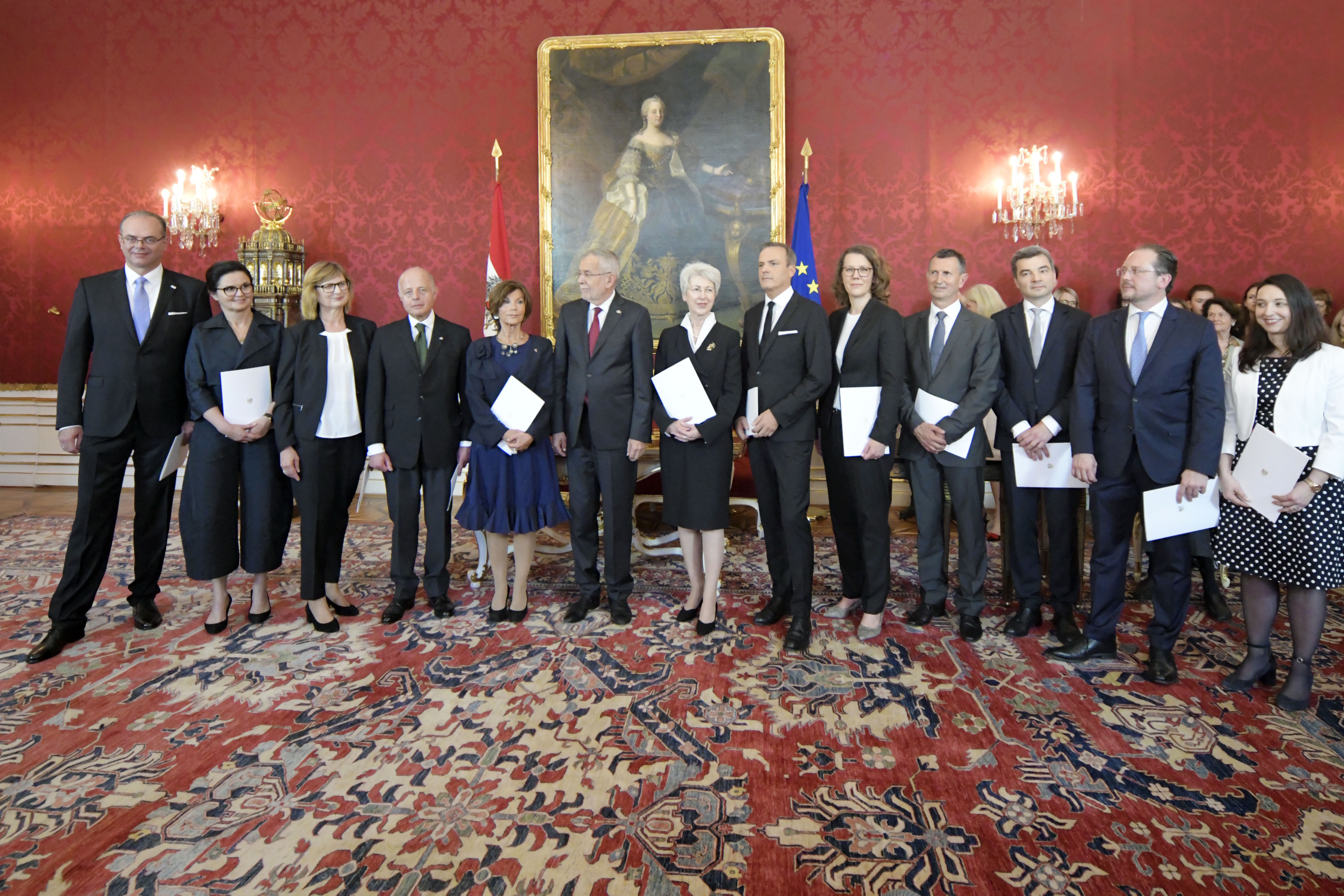
Rząd Brigitte Bierlein podczas zaprzysiężenia 3 czerwca 2019

Rząd Brigitte Bierlein – federalny rząd Republiki Austrii urzędujący od 2019 do 2020.
Po wyborach parlamentarnych w 2017, w wyniku których wyłoniono Radę Narodową XXVI kadencji, powołany został rząd Sebastiana Kurza tworzony przez Austriacką Partię Ludową (ÖVP) i Wolnościową Partią Austrii (FPÖ). 17 maja 2019 media opublikowały pochodzące z lipca 2017 nagrania ze spotkania lidera FPÖ m.in. z kobietą podającą się za krewną wpływowego rosyjskiego oligarchy. W jego trakcie Heinz-Christian Strache, pełniący funkcję wicekanclerza, miał m.in. oferować jej pomoc w uzyskaniu państwowych kontraktów w zamian za wsparcie jego partii. Konsekwencją afery był rozpad koalicji, 22 maja 2019 odwołano wszystkich należących do FPÖ członków rządu. 27 maja 2019, dzień po zwycięskich dla ludowców eurowyborach, parlament głosami SPÖ i niedawnego koalicjanta przegłosował wobec rządu wotum nieufności, co rozpoczęło procedurę dymisji gabinetu i wymusiło powołanie gabinetu technicznego do czasu zapowiedzianych już przedterminowych wyborów.
30 maja, po uzgodnieniach między frakcjami w Radzie Narodowej, prezydent Alexander Van der Bellen desygnował na urząd kanclerza Brigitte Bierlein, dotychczasową prezes Trybunału Konstytucyjnego. 3 czerwca dokonał zaprzysiężenia jej przejściowego eksperckiego rządu, który tym samym rozpoczął funkcjonowanie. Rząd Brigitte Bierlein funkcjonował do 7 stycznia 2020, kiedy to Sebastian Kurz powołał swój drugi gabinet.

## Skład rządu
- kanclerz: Brigitte Bierlein
- wicekanclerz: Clemens Jabloner (do 1 października 2019)
- minister spraw konstytucyjnych, reform, deregulacji i sprawiedliwości: Clemens Jabloner
- minister cyfryzacji i biznesu: Elisabeth Udolf-Strobl
- minister zrównoważonego rozwoju i turystyki: Maria Patek
- minister pracy, spraw społecznych, zdrowia i konsumentów: Brigitte Zarfl
- minister finansów, służby cywilnej i sportu: Eduard Müller
- minister obrony: Thomas Starlinger
- minister spraw wewnętrznych: Wolfgang Peschorn
- minister transportu, innowacji i technologii: Andreas Reichhardt
- minister spraw zagranicznych i europejskich oraz integracji: Alexander Schallenberg[8]
- minister edukacji, nauki i badań naukowych: Iris Eliisa Rauskala
- minister do spraw kobiet, rodziny i młodzieży: Ines Stilling[9]